# Isidor Fröhlich

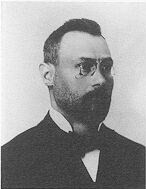
Isidor Fröhlich

Isidor Fröhlich (* 23. Dezember 1852 in Pest als Izidor Fröhlich; † 24. Januar 1931 in Budapest) war ein ungarischer Physiker.
Isidor Fröhlich studierte an den Universitäten Pest und Berlin. An der Universität Budapest wurde er 1876 Privatdozent, 1879 wurde er außerordentlicher Professor und 1885 ordentlicher Professor für theoretische Physik. Seine Arbeiten zur Optik aus 1883 wurden mit einem Preis ausgezeichnet. 1891 wurde er Mitglied der Ungarischen Akademie der Wissenschaften, 1920 Direktionsmitglied. 1905 ernannte man ihn zum Hofrat.